# Szlifierka taśmowa

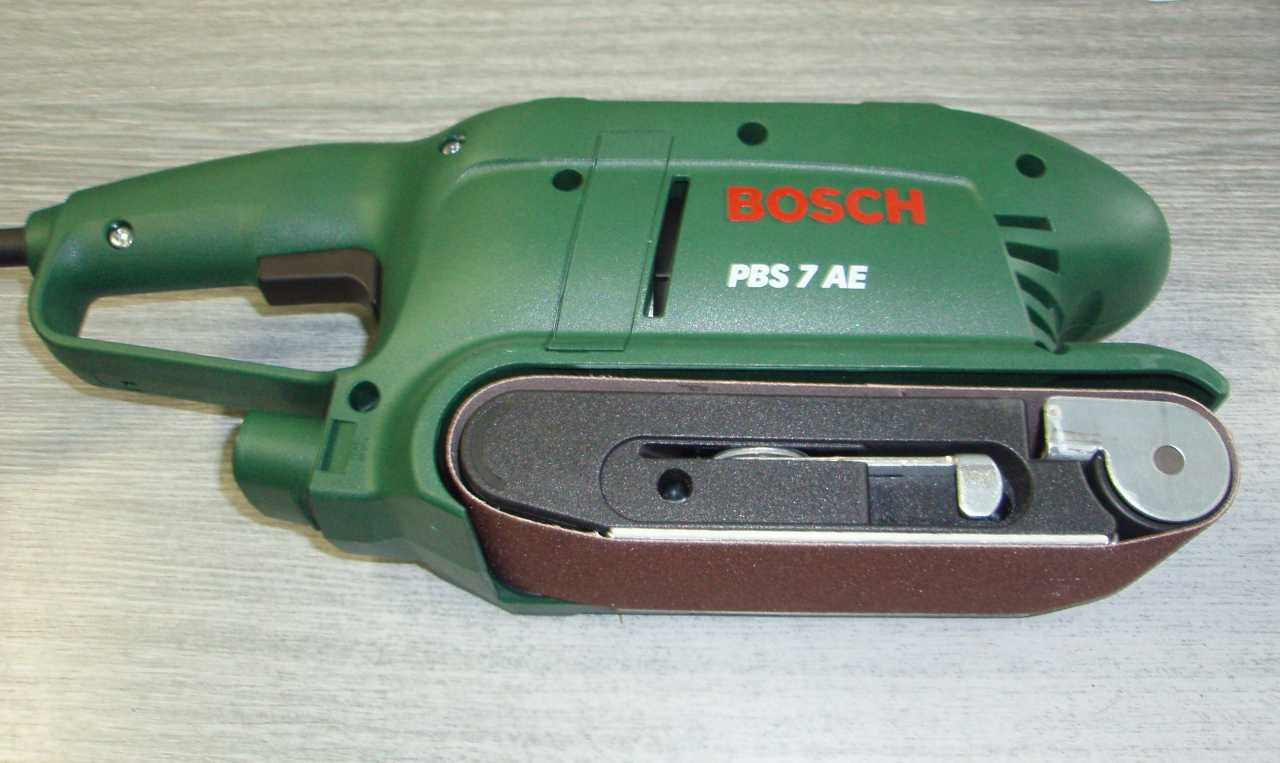
Szlifierka taśmowa

Szlifierki taśmowe – do drewna (szeroko i wąskotaśmowe), przeznaczone są do szlifowania dużych powierzchni płaskich elementów z drewna litego, płytowych, okleinowanych lub nieokleinowanych, surowych lub lakierowanych. Szlifowanie ma na celu wyrównanie i wygładzenie powierzchni, oczyszczenie zabrudzonych powierzchni, a w przypadku szlifierek szerokotaśmowych również nadanie elementom dokładnej grubości.

## Eksploatacja i bezpieczeństwo obsługi
Współczesne szlifierki taśmowe należą do obrabiarek dobrze obudowanych, o małym zagrożeniu dla obsługującego. Do ich głównych urządzeń ochronnych należą osłony kół taśmowych i ssawy do odprowadzania pyłu.
Podczas szlifowania na szlifierkach taśmowych, pracownik obsługujący narażony jest na bezpośredni kontakt rąk z taśmą ścierną, co może mieć miejsce w przypadku zsunięcia się z kół lub zerwania taśmy oraz przypadku wyrwania elementu małowymiarowego trzymanego w ręku. Na bezpieczeństwo obsługi wpływ ma stan taśmy ściernej, dlatego nie należy eksploatować taśm ze śladami pęknięć lub naderwań. W przypadku szlifowania drobnych elementów należy stosować poprzeczne zapory zapobiegające wyrwaniu elementu szlifowanego oraz używać skórzanych rękawiczek. Przy nakładaniu taśmy ściernej na koła należy obrócić ją tak, aby złącze nabiegało na krawędź szlifowanego przedmiotu najpierw wewnętrzną, a potem zewnętrzną linią złącza.
Zagrożenie w szlifierkach stanowi zerwanie taśmy, mogące spowodować iskrzenie i pożar, a nawet wybuch. Dlatego konieczne jest stosowanie warstw ochronnych lub wyłożenie wnętrza osłon materiałami nieiskrzącymi w kontakcie z zerwaną taśmą ścierną.
W starszych konstrukcjach, z ręcznym dociskaniem materiału do taśmy, może istnieć niebezpieczeństwo wciągnięcia przez taśmę ręki lub np. rękawa pomiędzy brzeg osłony a koło napędowe lub między koło a taśmę, co może spowodować liczne obrażenia, złamania i zmiażdżenia. Z tego względu należy zwrócić baczną uwagę na ograniczenie dostępu do tych stref.
Ze względu na wydzielanie się dużej ilości pyłu podczas szlifowania, szlifierka musi posiadać sprawną instalację odpylającą.